# دانشکده پرستاری و مامایی تهران

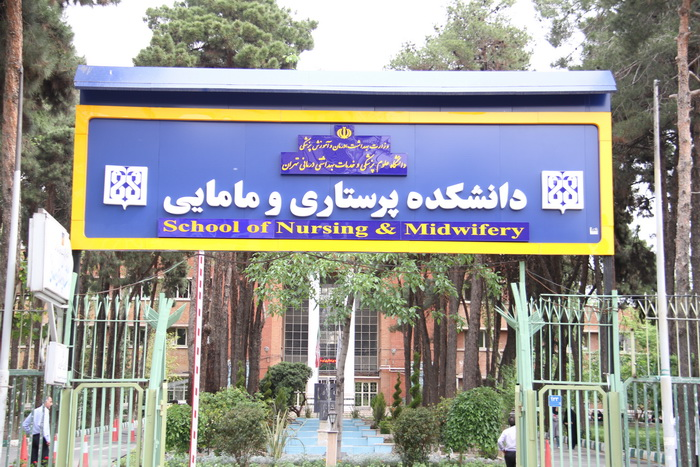
دانشکده پرستاری و مامایی تهران

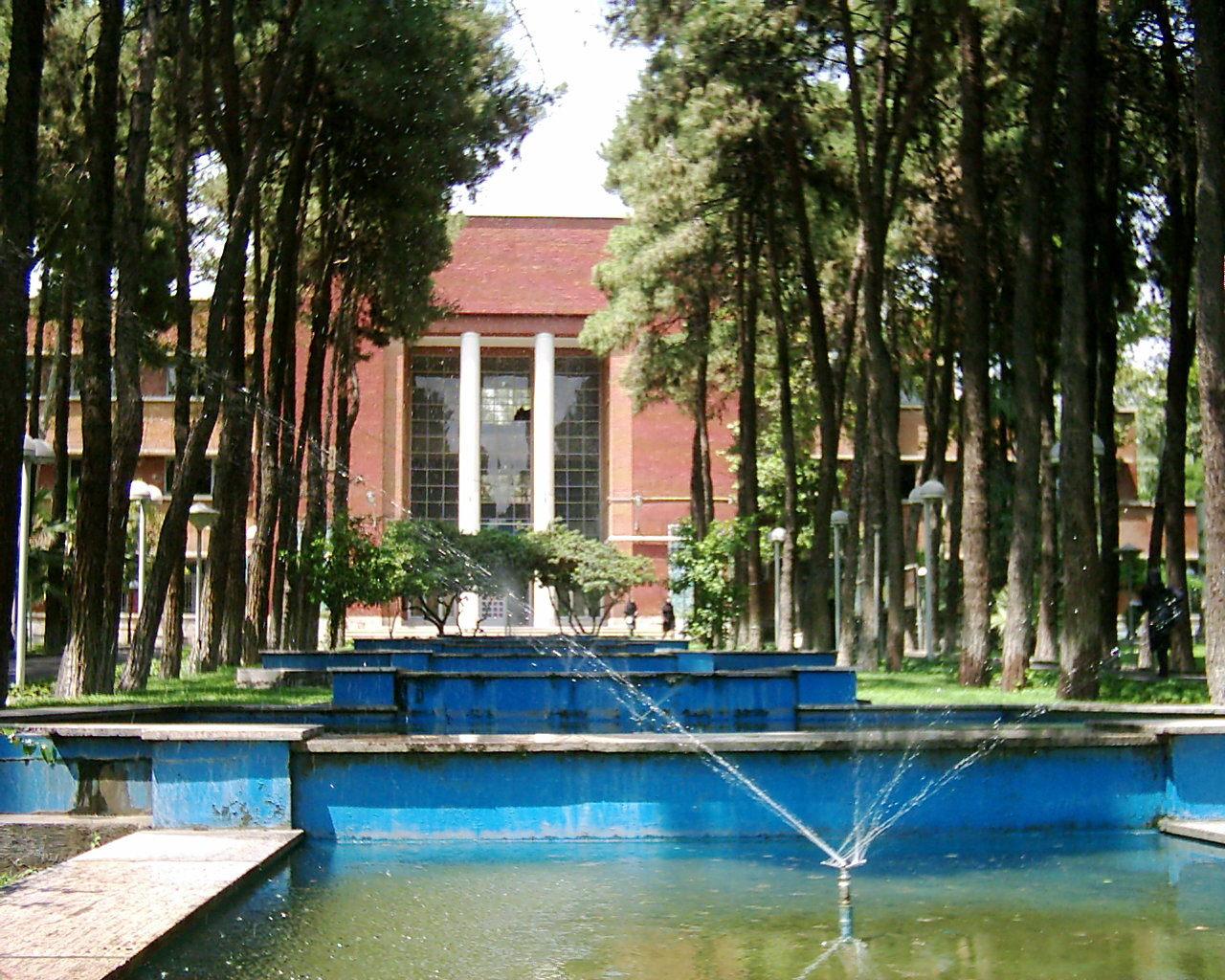
محوطه مقابل ساختمان پرستاری

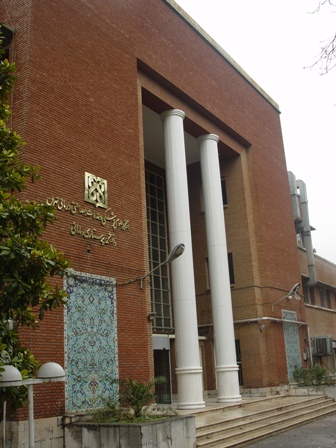
ساختمان پرستاری

محوطه مقابل آزمایشگاه

دانشکده پرستاری و مامایی تهران، دانشکده‌ای وابسته به دانشگاه علوم پزشکی تهران واقع در استان تهران، که در سال ۱۳۲۸ شمسی تأسیس گردیده است. ریاست فعلی این دانشکده دکتر هومن شهسواری استاد گروه داخلی جراحی می‌باشد.

## تاریخچه
نخستین بار در سال ۱۳۲۸ آموزشگاه عالی پرستاری فعالیت خود را در جهت تربیت پرستار با درجه معادل لیسانس در دوره۳ ساله آغاز نمود. هر ساله ۱۰۰ تا ۱۲۰ دانشجوی دختر از طریق کنکور اختصاصی این رشته پذیرفته می‌شدند. این دانشجویان ۳ سال به‌طور شبانه‌روزی با سیستم خاص آموزشی جهت کار و ارائه خدمت پرستاری در بیمارستانهای وابسته به دانشکده پزشکی دانشگاه تهران تربیت می‌شدند. پس از انقلاب فرهنگی در سال۱۳۶۲، آموزشگاه عالی پرستاری به مدرسه عالی پرستاری و مامائی و در سال ۱۳۶۶ با ادغام چندین مدرسه عالی پرستاری و مامایی، دانشکده پرستاری و مامائی دانشگاه علوم پزشکی تهران شکل یافت.

## گروه‌های آموزشی
| رشته    | کارشناسی | ارشد | دکترا                |
| پرستاری | دارد     | کارشناسی ارشد آموزش پرستاری کارشناسی ارشد پرستاری (داخلی جراحی) کارشناسی ارشد پرستاری اورژانس کارشناسی ارشد پرستاری سالمندی کارشناسی ارشد پرستاری سلامت جامعه کارشناسی ارشد پرستاری کودکان کارشناسی ارشد پرستاری مراقبت‌های ویژه کارشناسی ارشد پرستاری مراقبت‌های ویژه نوزادان کارشناسی ارشد روان پرستاری کارشناسی ارشد مدیریت پرستاری | دکترای تخصصی پرستاری |
| مامایی  | دارد     | آموزش مامایی بهداشت مادر و کودک مدیریت مامایی گرایش مامایی جامعه نگر | دکتری بهداشت باروری  |

## امکانات آموزشی و پژوهشی
- - کتابخانه
- - سایت کامپیوتر
- - مرکز مهارت‌های بالینی (پراتیک)

## فعالیت‌های بین‌المللی
- هم‌اکنون حدود ۵۰ دانشجوی بین‌الملل از ۱۲ کشور جهان در دانشکده پرستاری و مامایی مشغول به تحصیل هستند.
- تاکنون ۲۸ دانشجوی خارجی این دانشکده فارغ‌التحصیل شده‌اند، دوره‌های آموزشی دانشکده پرستاری و مامایی برای این گروه از دانشجویان به زبان انگلیسی برگزار شده است.
- این دانشکده در برنامه‌ریزی مقدماتی برای راه‌اندازی شاخه پرستاری و مامایی شعب بین‌الملل دانشگاه در عراق حضوری فعال داشته و در این مسیر نسبت به آماده‌سازی برنامه‌های آموزشی اقدام و نحوه همکاری‌های خود را مشخص کرده است.
- پنج دانشجوی کارشناسی این دانشکده در برنامه تبادل دانشجوی پروژه اراسموس شرکت کرده‌اند، همچنین اولین دانشجوی دانشگاه، از دانشکده پرستاری و مامایی موفق به حضور در برنامه دو استاد راهنما برای هدایت مشترک رساله دانشجوی دکترای تخصصی (Cotutelle) با همکاری دانشگاه مک کوئری استرالیا شد و سه نفر دیگر از دانشجویان نیز هم‌اکنون در انتظار اعزام هستند.
- رئوس برنامه‌های بین‌الملل این دانشکده در سال ۲۰۲۰: اجرای دوره مشترک لیسانس پرستاری با دانشگاه علوم کاربردی فولدا با تأکید بر پرستاری سالمندی، گسترش همکاری‌های مشترک با دانشگاه‌های عضو پیمان گروه هشت، برگزاری مدارس تابستانی با دانشگاه‌های برتر کشورهای اسکاندیناوی